# Стрельба в Хювинкяа
Стрельба в Хювинкяа (фин. Hyvinkään ammuskelu) — события, произошедшие в финском городе Хювинкяа в ночь на субботу 26 мая 2012 года, когда в результате стрельбы, устроенной 18-летним Ээро Самули Хилтуненом (фин. Eero Samuli Hiltunen) из охотничьей винтовки 38-го калибра, два человека погибли и ещё семеро были ранены.

## Хронология
В ночь на субботу 26 мая 2012 года преступник, переодевшись в камуфляжную форму, забрался на крышу ресторана в центре города, вооруженный двумя винтовками; в 01.53 он открыл огонь по людям, находившимся внизу. Когда на место приехала 23-летняя сотрудница полиции, преступник ранил её в живот. На месте погибла 18-летняя девушка и ещё 8 человек получили ранения (двое из них, включая сотрудницу полиции, тяжёлые).
Около 8:00 в этом же районе полиция произвела арест стрелявшего. Им оказался 18-летний Ээро Самули Хилтунен, имя которого первоначально не называлось; при нём было обнаружено две единицы огнестрельного оружия, на которые у него не было разрешений. Чуть позже в больнице скончался 19-летний спортсмен Топи Койстинен, член команды по песяпалло Hyvinkään Tahko. Сотрудница полиции долгое время находилась в критическом состоянии. Вскоре преступник признал свою вину.

## Преступник
Сообщается, что задержанный, 18-летний Ээро Самули Хилтунен (род. 19 июня 1993 года), в 2008 году проходивший курс лечения от психического расстройства; он был поклонником страйкбола (Airsoft), а на своей странице в Facebook играл в игру Battlefield. На его странице также размещены фотографии его страйкбольной команды в камуфляжной одежде.
Арестованный сообщил о себе, что является поклонником героя Зимней войны 1939—1940 гг. снайпера Симо Хяюхя, а на своей странице в Facebook отметил, что ему нравятся, в частности, армия Германии, финский магазин одежды, партия «Истинные финны», хоккейная команда Йокерит и Муми-тролли. В социальной сети у него в общей сложности 69 друзей, среди которых был 19-летний молодой человек, погибший в результате стрельбы. В последний раз он обновил свой статус в Facebook за 15 минут до совершения преступления так: «Было здорово, друзья».
На допросе арестованный вёл себя спокойно, он признал свою вину, но не раскаялся в том, что сделал. 28 мая 2012 ему были предъявлены обвинения в двух умышленных убийствах и семи покушениях на убийство, повлекших за собой тяжкие телесные повреждения.
Психиатрическая экспертиза 27 августа 2012 года признала стрелка вменяемым.

### Судебное разбирательство
22 ноября 2012 года арестованному были предъявлены обвинения в убийстве двух человек, в семи покушениях на убийство, а также в том, что он подверг угрозе жизнь ещё 38 человек. Обвиняемый свою вину признал. До начала судебного процесса арестованный прошёл судебную экспертизу, на основании которой признано, что в момент совершения преступления он был вменяем.
8 января 2013 года в уездном суде Хельсинки начался судебный процесс. 
28 февраля 2013 года суд приговорил 19-летнего Ээро Самули Хилтунена к пожизненному заключению, с правом подачи прошения об условно-досрочном освобождении через 10 лет.
Вечером 15 октября 2020 года 27-летний Ээро Хилтунен сумел совершить побег из исправительного учреждения в котором содержался, однако уже на следующий день он был задержан по наводке местных жителей на железнодорожном вокзале недалеко от тюрьмы.

## Реакция
Президент Финляндии Саули Нийнистё, выразив соболезнование пострадавшим, отметил наличие в обществе определенных антиценностей, отдаляющих некоторых людей от человеческого поведения.
Премьер-министр Финляндии Юрки Катайнен призвал общественность страны обсудить причины немотивированных насильственных действий в молодёжной среде, а министр внутренних дел Пяйви Рясянен отметила скоординированность действий полицейских Хювинкяа и призвала парламентариев до конца года внести в закон об оружии ряд ограничительных поправок.
27 и 28 мая 2012 года в Хювинкяа были приспущены государственные флаги, а в школах и учреждениях города утром 28 мая прошла минута молчания.